# ミュージックレンジ お昼だチン!
『ミュージックレンジ お昼だチン!』（ミュージックレンジ おひるだチン）は、1991年4月から1997年3月まで青森放送ラジオで放送されていた音楽番組である。

## 概要
電話・ＦＡＸで寄せられた、リスナーがランチタイムに聞きたいリクエスト曲を紹介する番組。
また、1991年4月以前から平日12時台で放送されていた『東奥日報ニュース』と『天気予報』、そしてTBSラジオの『列島リポート』を内包していた。『列島リポート』の後継番組である『日本列島ほっと通信』については、同番組が平日13:45枠での放送になったために内包していなかった。

## 放送時間
いずれも日本標準時。
- 月曜 - 金曜 12:00 - 13:00
- 月曜 - 金曜 11:45 - 13:00 （1993年10月から）

## パーソナリティ
- 鈴木伸夫（月曜・火曜、1991年4月 - 1992年9月）
- 岡田照幸（水曜・木曜・金曜、1991年4月 - 1992年9月）
- 足立美音（水曜・木曜・金曜、1991年4月 - 1991年9月）
- 稲葉直子（水曜・木曜・金曜、1991年10月 - 1992年9月）
- 原口太平（1992年10月 - 1997年3月）
- 辻拓哉（1993年4月 - 1997年3月）
- 秋山博子（1994年4月 - 1995年3月）
- 古池雄（1995年4月 - 1997年3月）

| 青森放送ラジオ 平日12:00枠 → 平日11:45枠                                                                                 | 青森放送ラジオ 平日12:00枠 → 平日11:45枠                 | 青森放送ラジオ 平日12:00枠 → 平日11:45枠                   |
| 前番組 | 番組名                                                   | 次番組                                                     |
| --- | -------------------------------------------------------- | ---------------------------------------------------------- |
| 東奥日報ニュース・天気予報（12:00）列島リポート（12:10）ランチタイムミュージック（12:20）おしゃべりホットライン（12:50） | ミュージックレンジ お昼だチン! （1991年4月 - 1997年3月） | お昼はいただきミュージックランチ （1997年4月 - 2006年9月） |